# Universitatea Politehnica din Łódź
Universitatea Politehnica din Łódź este o instituție de învățământ superior de stat din Łódź, Polonia. Inițial situată într-o clădire a unei vechi fabrici din orașul Łódź, astăzi acoperă aproape 200.000 mp în peste 70 de clădiri separate, majoritatea dintre ele situate în principala zonă a universității. Aproximativ 21.000 de studenți studiază în prezent la această universitate. Activitățile științifice și educaționale ale universității sunt efectuate de un personal didactic de aproximativ 3.000 de oameni.

## Facultăți

### Facultatea de Mecanică
Facultatea de Mecanică efectuează activități de cercetare și de predare. Facultatea oferă studii de zi, studii fără frecvență, doctorat și studii postuniversitare. Cuprinde șapte domenii de studiu din științele tehnice.

#### Organizare
Facultatea cuprinde 3 institute și 6 departamente:
- Institutul de Știința și Ingineria Materialelor
- Institutul de Mașini Unelte și Inginerie de Producție
- Institutul de Turbomașini
- Departamentul de Autovehicule și Fundamentele proiectării de mașini
- Departamentul de Rezistența Materialelor
- Departamentul de Dinamică
- Departamentul de Inginerie de Producție
- Departamentul de Automatică, Biomecanică și Mecatronică
- Departamentul de Ingineria Materialelor și a Sistemelor de Producție

#### Domenii de studiu
Facultatea de Inginerie Mecanică oferă studii de zi și fără frecvență, primul și al doilea ciclu, în șapte domenii de studiu:
- Automatică și robotică
- Energie
- Inginerie mecanică
- Mecatronică
- Ingineria materialelor
- Ingineria fabricației
- Transporturi

Facultatea oferă, de asemenea, al treilea ciclu de studii, în următoarele domenii de studiu:
- Construirea și exploatarea mașinilor
- Mecanică
- Ingineria materialelor

### Facultatea de Electrotehnică, Electronică, Calculatoare și Inginerie de Control

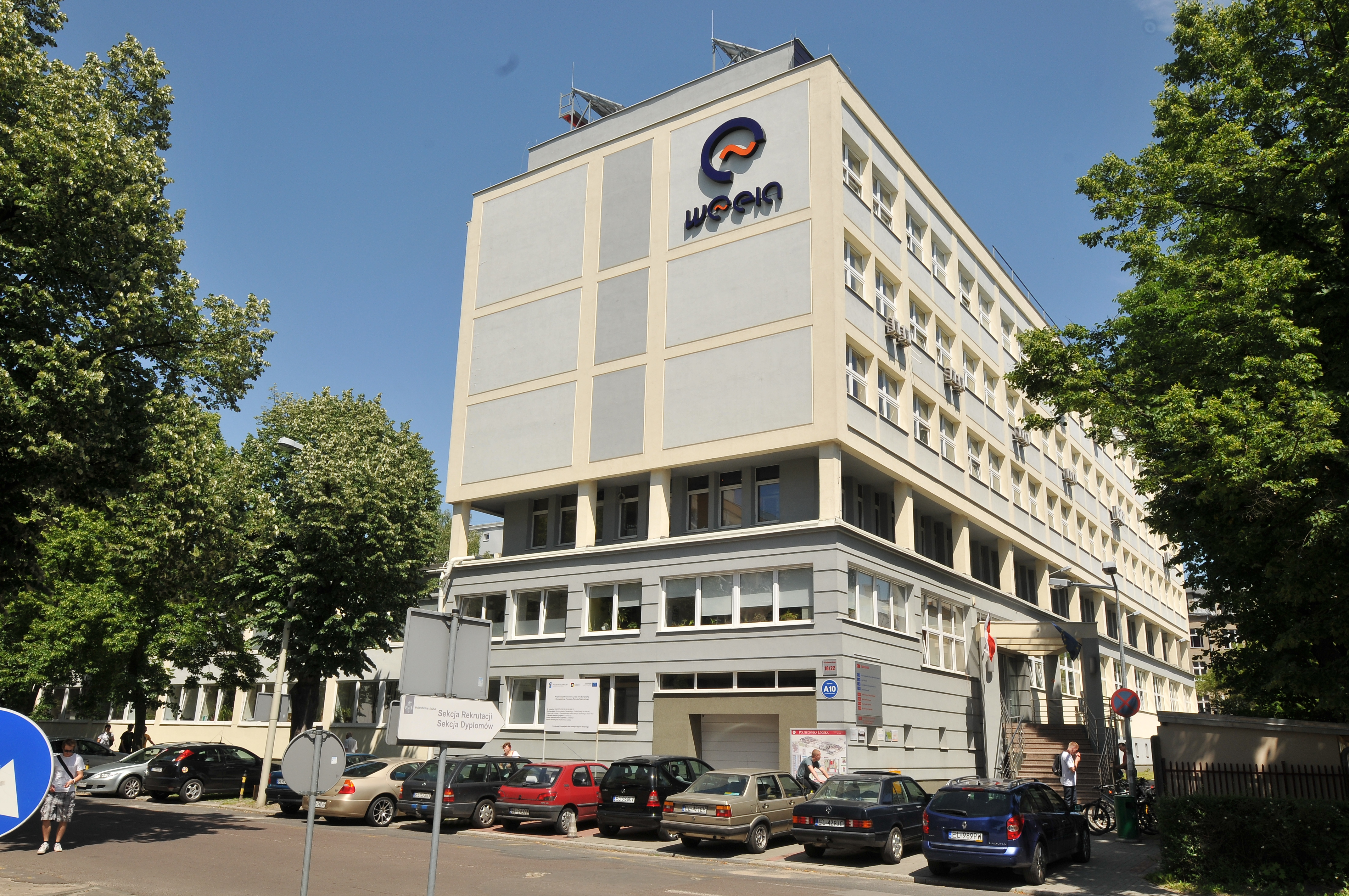
Facultatea de Electrotehnică, Electronică, calculatoare și Inginerie de Control

Facultatea de Electrotehnică, Electronică, Calculatoare și Inginerie de Control este una dintre cele mai mari facultăți din cadrul universității. Acesta a fost înființată în 1945.
Facultatea oferă studii în domeniile Automatică și Robotică, Electronică și Telecomunicații, Inginerie Electrică, Inginerie Electrică, Tehnologia Informației, Ingineria Securității Muncii, Inginerie Biomedicală, Mecatronică și Transport.

#### Unități
Facultatea cuprinde următoarele unități:
- Institutul de Sisteme de Inginerie Electrică
- Institutul de Control Automat
- Institutul de Mecatronică și Sisteme de Informații
- Institutul de Inginerie a Energiei Electrice
- Institutul de Electronică
- Institutul de Informatică Aplicată
- Departamentul de Aparate Electrice
- Departamentul de Microelectronică și Informatică
- Departamentul de Semiconductori și Dispozitive Optoelectrice

#### Domenii de studiu
Facultatea de Electrotehnică, Electronică, Calculatoare și Inginerie de Control ofertă studii de zi, fără frecvență primul și al doilea ciclu în șapte domenii de studiu:
- Automatică și robotică
- Electronică și telecomunicații (cu limbile de predare poloneză și engleză)
- Inginerie electrică
- Inginerie energetică
- Tehnologia informației (în limba polonă și engleză)
- Ingineria securității în muncă
- Inginerie biomedicală (în limba polonă și engleză)
- Mecatronică
- Transporturi

Facultatea oferă, de asemenea, cursuri postuniversitare și cursuri de formare pentru persoanele care doresc să își îmbunătățească abilitățile.

### Facultatea de Chimie

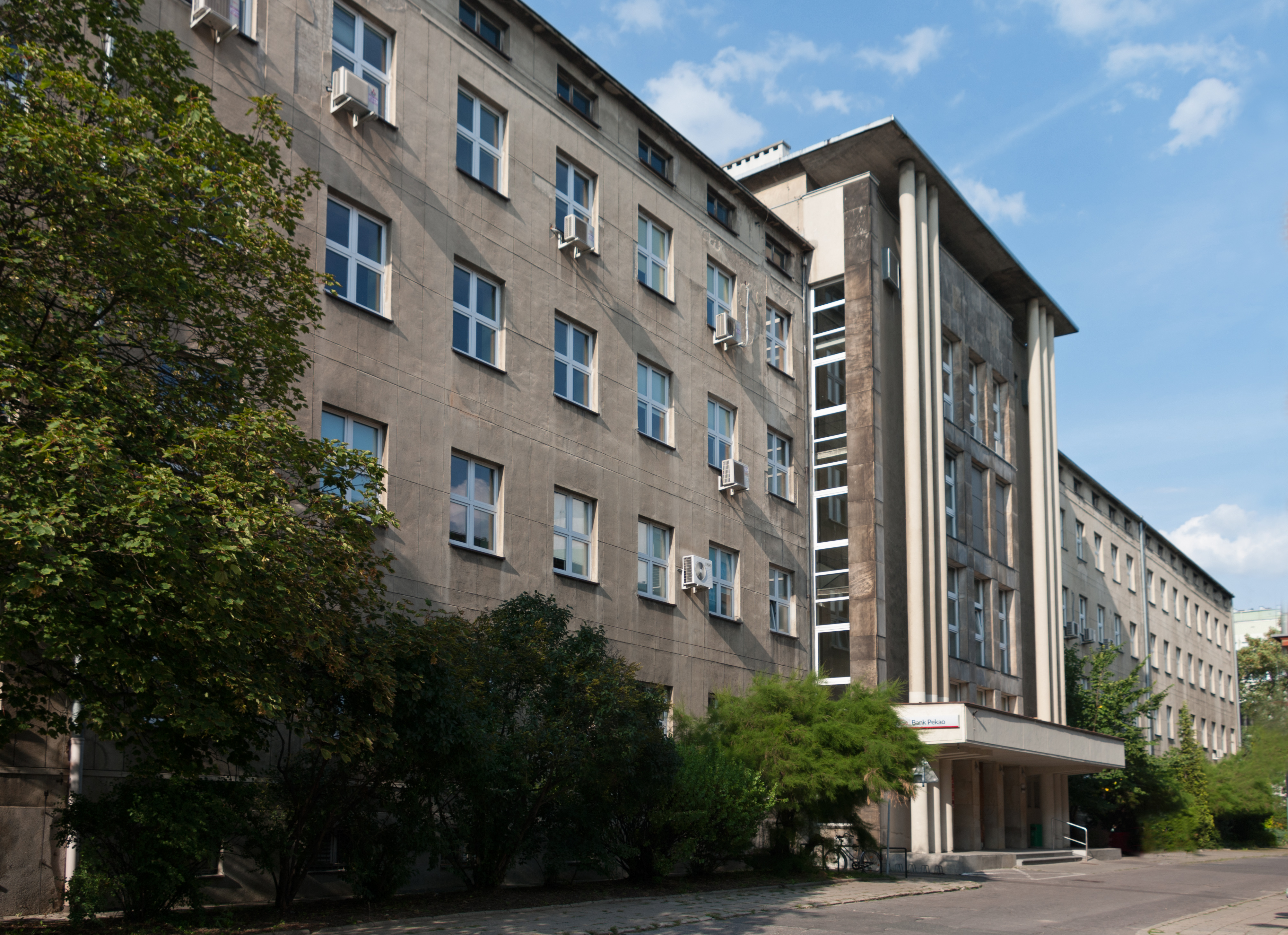
Facultatea de Chimie

Facultatea de Chimie este una din facultățile universității ce oferă studii în domeniul științei chimice și tehnologice.
Unitățile organizaționale
- Institutul de Chimiei Generale și Ecologice
- Institutul de Chimie Organică
- Institutul Chimiei de Radiații Aplicate
- Institutul Tehnologiei de Polimer și Colorant
- Departamentul de Fizică Moleculară

Domenii de studiu
Facultatea oferă următoarele studii de zi:
- Chimie – 3,5 ani primul ciclu de studii, 1,5 ani al doilea ciclu de studii și de 4 ani al treilea ciclu de studii
- Tehnologie chimică – primul, al doilea și al treilea ciclu de studii
- Protecția mediului – primul ciclu de studii
- Nanotehnologia – primul și al doilea ciclu de studii
- Construcții Chimie (din 2011, în cooperare cu Universitatea de Știință și Tehnologie AGH din Cracovia și Universitatea de Tehnologie din Gdansk
- Chimie și Ingineria Materialelor cu Destinație Specială (începând cu luna Martie 2015, interdisciplinar, domeniu comun cu al doilea ciclu de studii de la Facultatea de Chimie a Universității Adam Mickiewicz din Poznań și la Departamentul de Tehnologii Noi și Chimie la Universitatea Militară de Tehnologie din Varșovia)

### Facultatea de Tehnologii Materiale și Design Textil
Unitățile organizaționale

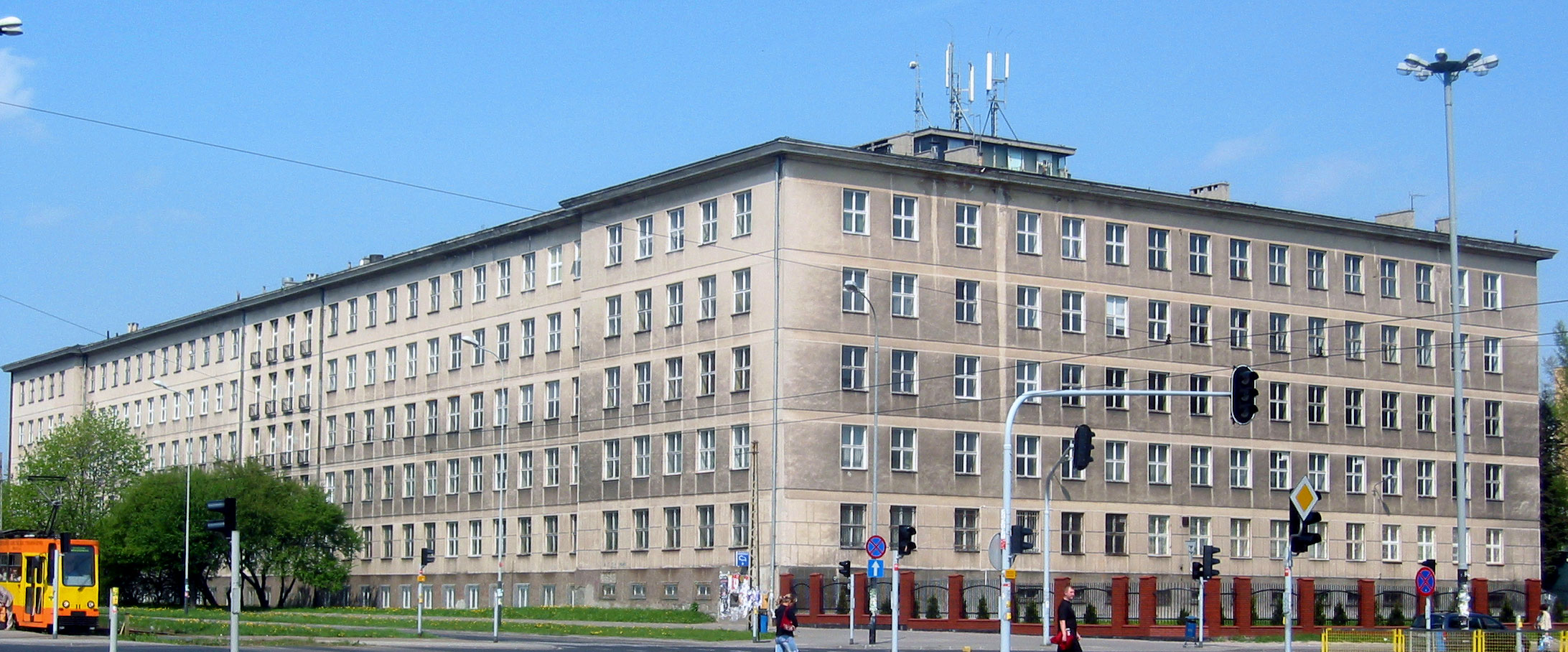
Facultatea de Tehnologii Materiale și Design Textil

- Institutul de Arhitectura Textilelor
- Departamentul de Teoria Proiectării și de Istorie a Proiectării Textilei
- Departamentul de Țesături
- Departamentul de Arte Vizuale
- Departamentul de Tehnologie a Hainelor și Textronică
- Departamentul de Fibre sintetice
- Departamentul de Tehnologie de Tricotat
- Departamentul de Materiale și Științe de Mărfuri și Metrologia Textilelor
- Departamentul de Chimie Fizică a Polimerilor
- Departamentul de Fire, Non-Țesături și de Tehnologie a Fibrelor Compozite
- Departamentul de Mecanică Tehnică și Inginerie Informatică
- Departamentul de Mecanică a Mașinilor de Textile

Domenii de studiu
Facultatea oferă următoarele cursuri de zi în 5 domenii de studiu:
- Educația Tehnologiei și Ingineria Informației (1 ciclu de studii; al 2-lea ciclu de studii)
- Ingineria Materialelor (1 ciclu de studii; al 2-lea ciclu de studii)
- Sănătate în muncă (1 ciclu de studii)
- Industria textilelor (1 ciclu de studii; al 2-lea ciclu de studii)
- Model de Proiectare (1 ciclu de studii; al 2-lea ciclu de studii)

Facultatea oferă, de asemenea, următoarele cursuri postuniversitare:
- Studii postuniversitare în domeniul Științei de Mărfuri– 1 an (2 semestre)
- Studii postuniversitare "Sănătate Ocupațională"– 1 an (2 semestre)
- Inter-facultatea de Studii Postuniversitare în Inginerie Biomaterială  – 1 an (2 semestre)
- Studii postuniversitare în Tehnologia Hainelor – 1,5 ani (3 semestre)
- Studii postuniversitare în Modă și Design "Université de la Mode"– 2 ani (4 semestre)

Facultatea oferă cursuri de zi de Doctorat  cu o durată de 4 ani în domeniul ingineriei mecanică a textilei și inginerie chimică a textilei.

### Facultatea de Biotehnologie și Științe Alimentare

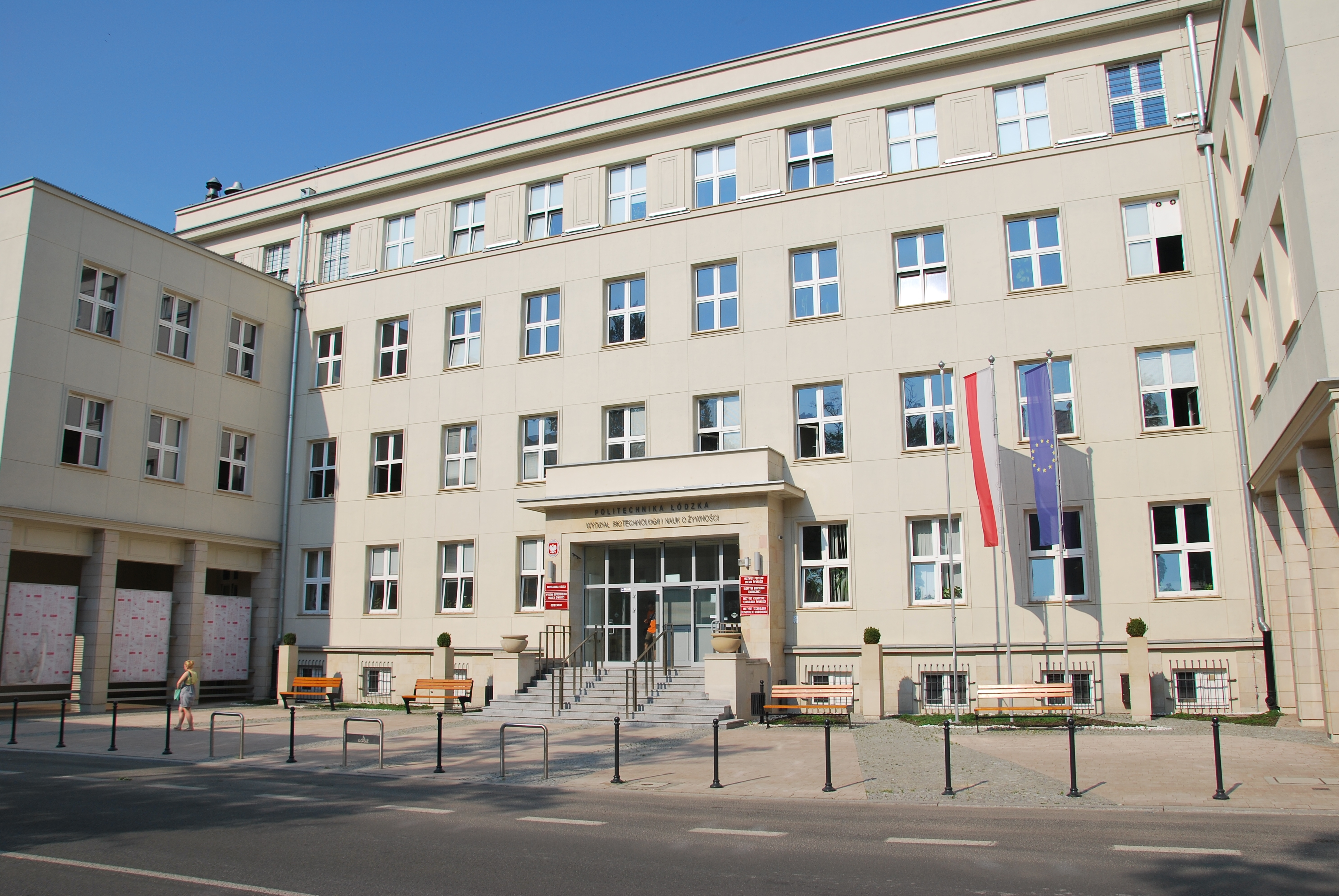
Facultatea de Biotehnologie și Științe Alimentare

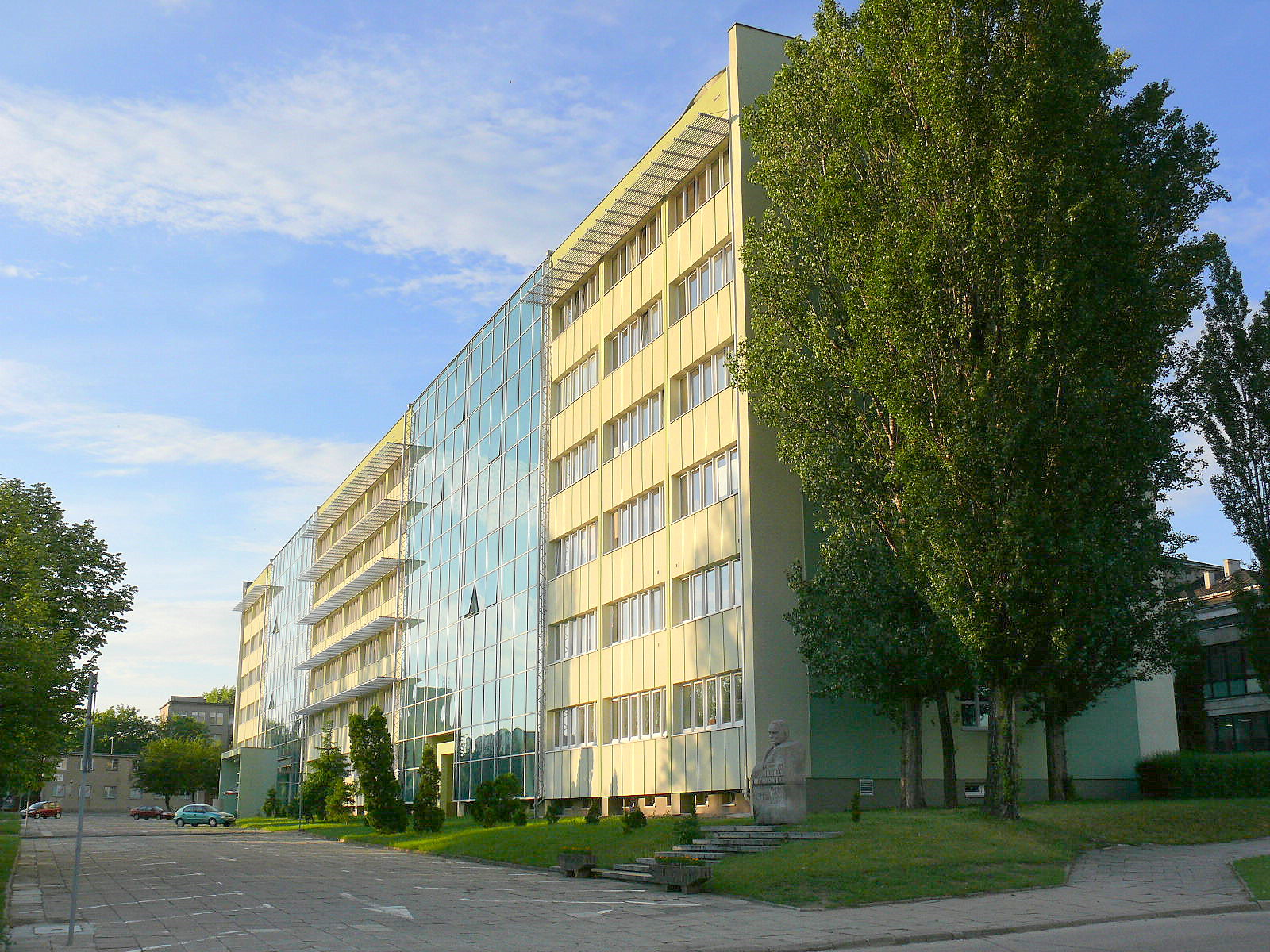
Facultatea de Biotehnologie și Științe Alimentare

Facultatea de Biotehnologie și Științe Alimentare este o facultate interdisciplinară unde cercetările efectuate sunt legate de chimie, inginerie și biologie. Este una dintre cele mai neobișnuite facultăți între universitățile tehnice poloneze.
Unitățile organizaționale
- Institutul General de Chimie Alimentară
  - Produse alimentare și de Analiză de Mediu
  - Biofizică Chimică 
  - Materii Prime Bioorganice, și pentru produse Cosmetice
  - Chimie Analitice și Bioanorganice
- Institutul de Biochimie Tehnică
- Institutul de Tehnologie Chimică din Alimente
  - Departamentul de Tehnologie a Producției de Zahăr
  - Departamentul de Tehnologie a produselor de Cofetărie și Amidon
  - Departamentul de Tehnologie de Alimentare Refrigerate
  - Departamentul de Analiză și Tehnologie a Alimentelor 
  - Laborator Tehnologic a Zahărului
  - Managementul Calității
- Institutul Tehnologic și Microbiologic de Fermentare 
  - Departamentul de Microbiologie Tehnică
  - Departamentul de Tehnologia Fermentării
  - Departamentul de Tehnologie a Spirtului și Drojdiei

Domenii de studiu
Facultatea oferă educație în următoarele domenii:
- Biotehnologie
- Protecția Mediului
- Știința Mâncării și Nutriție
- Biotehnologia Mediului

Facultatea, împreună cu IFE (Facultatea de Inginerie Internațională), oferă primul și al doilea ciclu de studii în domeniul Biotehnologiei în engleză.

### Facultatea de Inginerie Civilă, Arhitectură și Ingineria Mediului

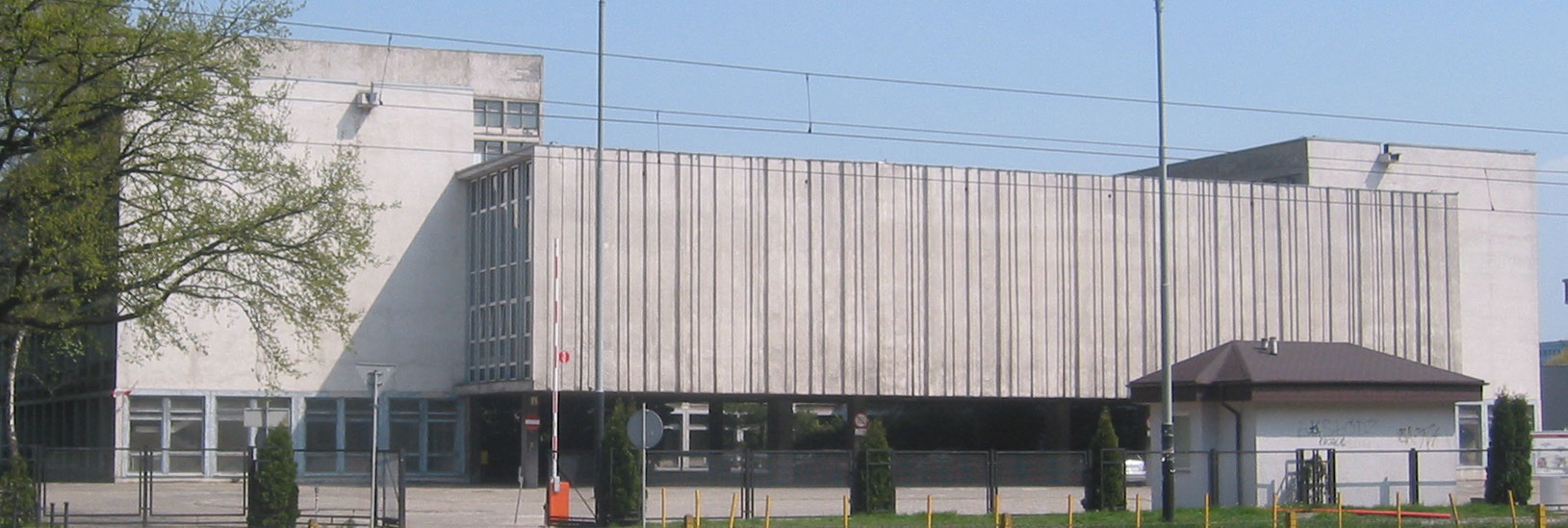
Facultatea de Inginerie Civilă, Arhitectură și Ingineria Mediului

Facultatea de Inginerie Civilă, Arhitectură și Ingineria Mediului este una din facultățile Universității de Tehnologie din Lodz ce oferă studii în arhitectură și urbanism, construcții, inginerie și de protecție a mediului. Acesta a fost înființată pe data de 11 mai 1956.
Unități organizaționale
Facultatea este formată din două institute și șase departamente:
- Institutul de Arhitectură și urbanism
- Institutul de Ingineria Mediului și a Instalațiilor pentru Construcții
- Departamentul de Mecanică a Materialelor
- Departamentul de Fizică a construcțiilor și a Materialelor de Construcții
- Departamentul de Mecanică a structurilor
- Departamentul de Structuri de Beton
- Departamentul de Geotehnică și Inginerie a Structurii
- Departamentul de Geodezie, Cartografiere a Mediului și Geometrie Descriptivă

Domenii de studiu
Facultatea oferă studii de zi și fără frecvență în următoarele domenii:
- Construcții
- Arhitectură și urbanism
- Ingineria Mediului
- Economia Spațială

Facultatea oferă, de asemenea, al treilea ciclu de studii.

### Facultatea de Fizică Tehnică, Tehnologia Informației și Matematică Aplicată

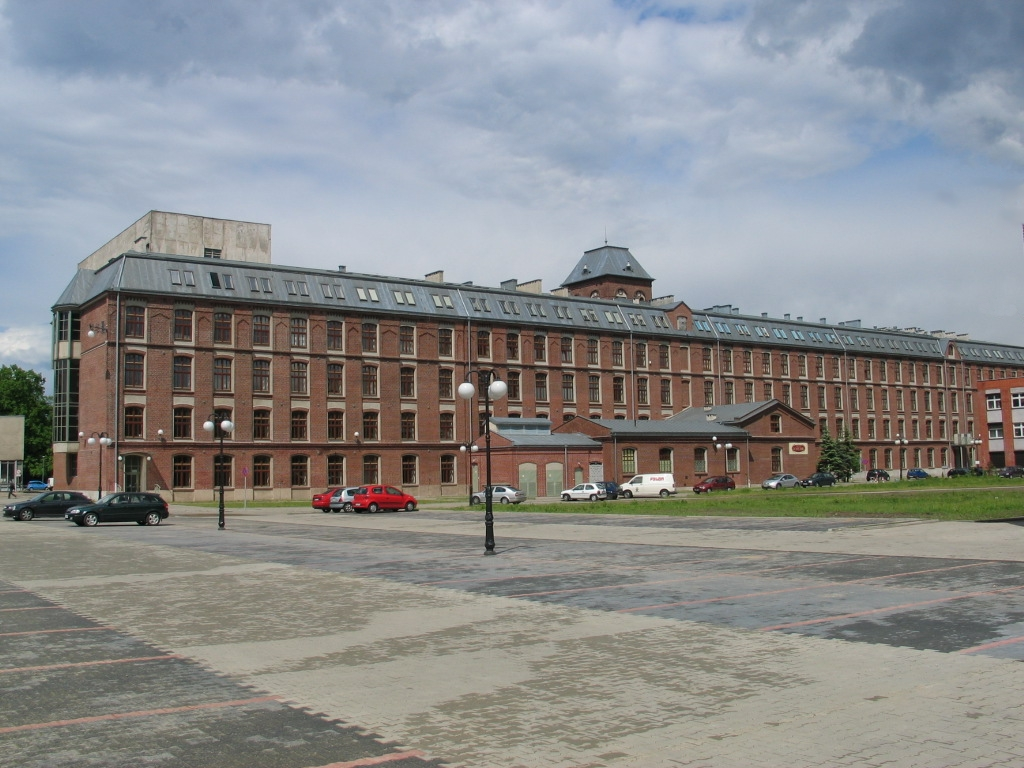
Facultatea de Fizică Tehnică, Tehnologia Informației și Matematică Aplicată

Facultatea de Tehnică, Fizică, informatică și Matematică Aplicată este una dintre cele nouă facultăți ale Universității de Tehnologie din Lodz. A fost înființată în 1976.
Unități organizaționale
Facultatea cuprinde următoarele unități:
- Institutul de informatică:
  - Departamentul de Sisteme Inteligente și Inginerie de Programare
  - Departamentul de Graficăa pe Calculator și Multimedia
  - Departamentul de Sisteme și Tehnologia Informației
- Institutul de Matematică
  - Departamentul de Modelare Matematică 
  - Departamentul Analiză Matematică Aplicată Contemporană
  - Departamentul de Asigurări și Piețe de Capital
- Institutul de Fizică

Domenii de studiu
Facultatea oferă studii de zi și fără frecvență, primul și al doilea ciclu de studii, în următoarele domenii:
- Fizică Tehnică
- Tehnologia Informației
- Matematică

### Facultatea de Organizare și Management

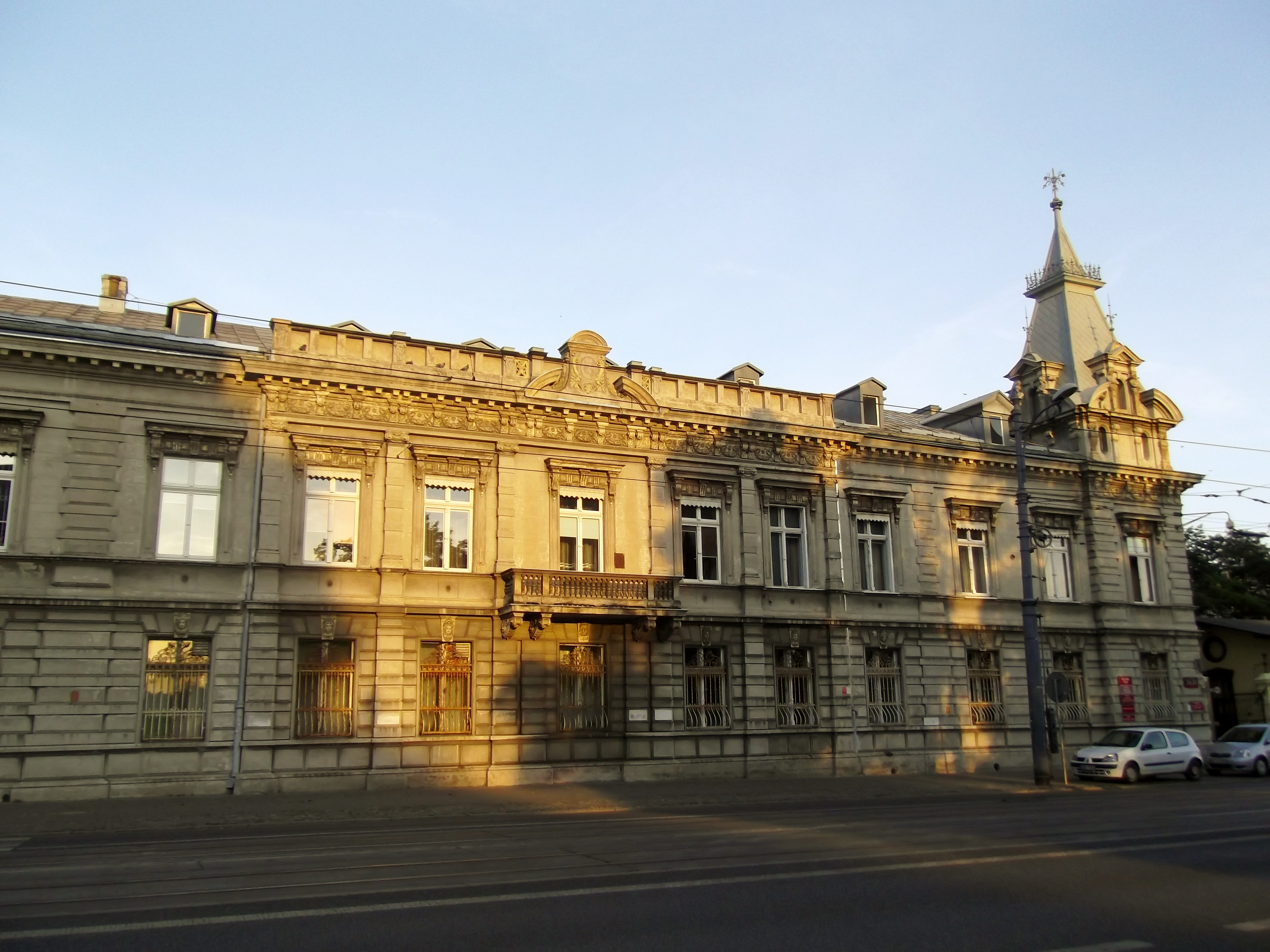
Facultatea de Organizare și Management

Facultatea de Organizare și Management oferă educație în domeniul de organizare și de management combinat cu științele tehnice, adoptând o abordare practică.
Unitățile organizaționale
- Departamentul de Management
- Departamentul de Managementul Producției și Logistică
- Departamentul de Integrare Europeană și Marketing Internațional
- Departamentul de Sisteme de Management și Inovare
  - Departamentul de Sisteme de Management
  - Departamentul de Inovare și Marketing
- Institutul de Științe Sociale și Managementul Tehnologiilor
  - Departamentul de Tehnologie și de Fundamente Industriale Ecologice 
  - Departamentul de Științe Umaniste
  - Departamentul de Economie

Domenii de studiu
Facultatea de Organizare și de Management oferă următoarele domenii de studiu:
- Studii Europene
- Ingineria Securității în Muncă
- Management
- Management și Ingineria de Producție

### Facultatea de Proces și Ingineria Mediului

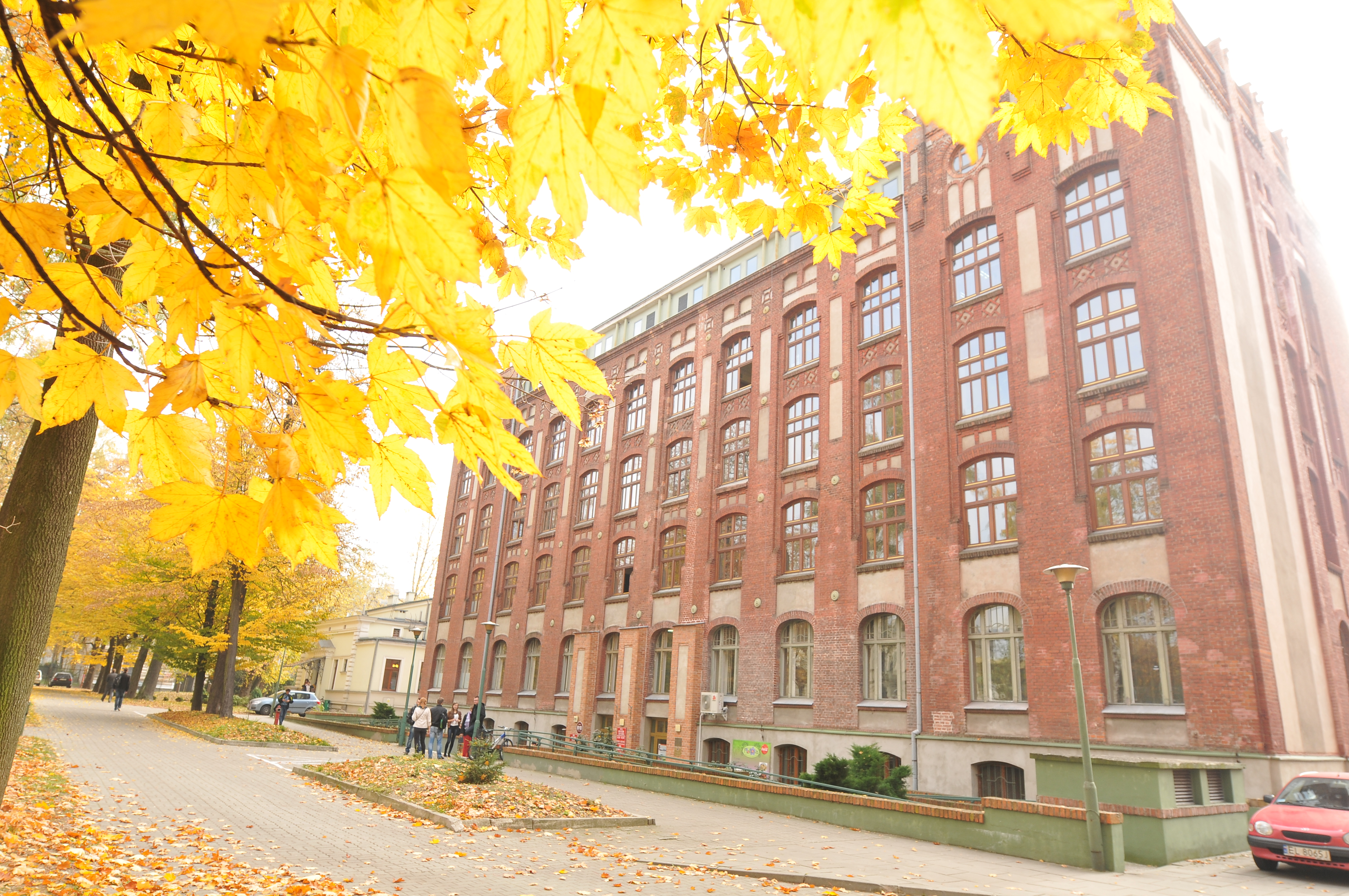
Facultatea de Proces și Ingineria Mediului

Facultatea de Proces și Ingineria Mediului este o unitate organizațională a TUL ce efectuează cercetare și predare.
Unitățile organizaționale
- Departamentul de Echipamente de Proces
- Departamentul de Inginerie Chimică
- Departamentul de Inginerie a Bioprocesului
- Departamentul Termodinamicii Procesului
- Departamentul de Modelare Numerică
- Departamentul de Inginerie de Siguranta
- Departamentul de Ingineria Moleculară
- Departamentul de Ingineria Mediului
- Departamentul de Transfer de Căldură și Masă
- Departamentul de Tehnici în Ingineria Mediului

Domenii de studiu
Facultatea oferă patru domenii de studiu:
- Inginerie biochimică (ciclul 1, studii cu frecvență la zi)
- Inginerie de proces (primul și al doilea ciclu de studii, studii de zi)
- Ingineria mediului (primul și al doilea ciclu de studii, studii de zi și fără frecvență)
- Inginerii Securității în muncă Inginerie (primul ciclu de studii, studii de zi și fără frecvență)

Facultatea conduce, de asemenea, studii de gradul al treilea (Doctorat) cu o durată de patru ani (de zi) în domeniul Ingineriei Chimice în Protecția Mediului. Programele de doctorat pregătesc studenții pentru a obține o diplomă de doctorat în domeniul ingineria mediului sau ingineria chimică.
Facultatea oferă următoarele cursuri postuniversitare:
- Securitate și Sănătate în muncă
- Siguranța Proceselor Industriale
- Managementul Deșeurilor Municipale

### Facultatea Internațională de Inginerie

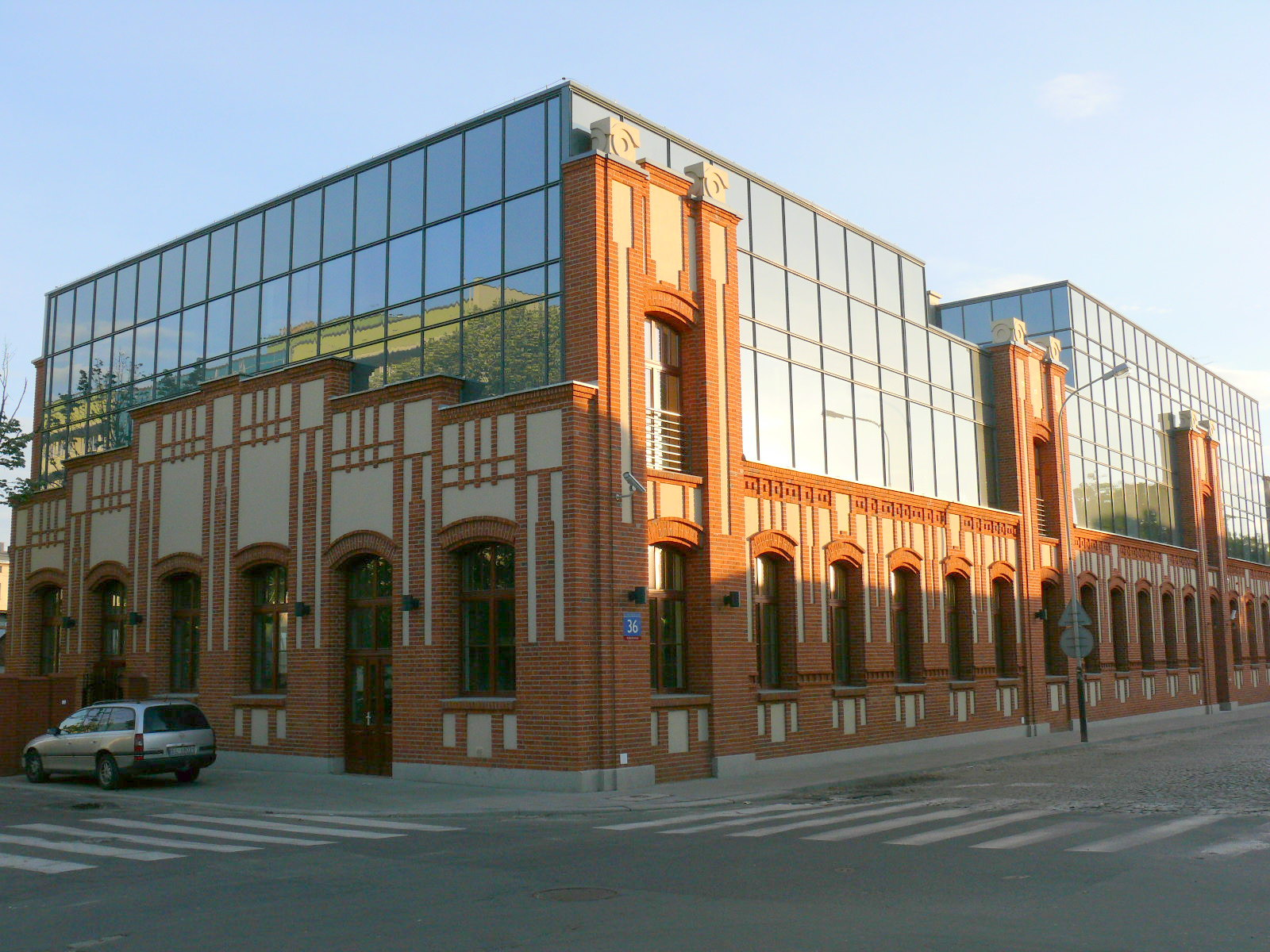
Facultatea de Inginerie Internațională

Facultatea de Inginerie Internațională (IFE) este o unitate interfacultăți ce oferă educație în limbi străine (engleză și franceză) sub auspiciile TUL.
Studenții IFE elevii pot participa 12 cursuri în limba engleză ca limbă de predare și un curs oferit în limba franceză:
- Ingineria Arhitecturii  (AE) – în colaborare cu Facultatea de Inginerie Civilă, Arhitectură și Ingineria Mediului
- Biotehnologie (BIO) – în colaborare cu Facultatea de Biotehnologie și Științe Alimentare
- Telecomunicații și informatică (TCS) – în colaborare cu Facultatea de Electrotehnică, Electronică, calculatoare și Inginerie de Control
- Informatică și Tehnologia Informației (ST) – în colaborare cu Facultatea de Tehnică, Fizică, informatică și Matematică Aplicată
- Informatică și Tehnologia Informației (CS) – în colaborare cu Facultatea de Electrotehnică, Electronică, calculatoare și Inginerie de Control
- Tehnologia informației (IT) – în colaborare cu Facultatea de Tehnică, Fizică, informatică și Matematică Aplicată
- Inginerie biomedicală (BME) - în colaborare cu Facultatea de Electrotehnică, Electronică, calculatoare și Inginerie de Control
- Inginerie mecanică și informatică Aplicată (M&ACS) – în colaborare cu Facultatea de Inginerie Mecanică
- Afaceri și Tehnologie (BT) – în colaborare cu Facultatea de Organizare și Management
- Gestion et technologie (GT) - în colaborare cu Facultatea de Organizare și Management
- Mecatronică (Mech) - în colaborare cu Facultatea de Inginerie Mecanică
- Management - în colaborare cu Facultatea de Organizare și Management
- Management și Inginerie de Producție - în colaborare cu Facultatea de Organizare și Management

## Alte unități
- Biblioteca Universității de Tehnologie din Lodz
- Institutul de fabricare a Hârtiei și Imprimare
- Computer Center
- Centru de Terapie și Diagnostic cu Laser
- Centrul De Limbi Straine

## Rectori
1. Bohdan Stefanowski (1945–1948)
2. Osman Achmatowicz (1948–1952)
3. Bolesław Konorski (1952–1953)
4. Mieczysław Klimek (1953–1962)
5. Jerzy Werner (1962–1968)
6. Mieczysław Serwiński (1968–1975)
7. Edward Galas (1975–1981)
8. Jerzy Kroh (1981–1987)
9. Czesław Strumiłło (1987–1990)
10. Jan Krysiński (1990–1996)
11. Józef Mayer (1996–2002)
12. Jan Krysiński (2002–2008)
13. Stanisław Bielecki (2008–2016)
14. Sławomir Wiak (de la 1 septembrie 2016)